# Jawczyce (województwo mazowieckie)
Jawczyce (d. Jawczyce Zabrzezina) – wieś w Polsce położona w województwie mazowieckim, w powiecie warszawskim zachodnim, w gminie Ożarów Mazowiecki. Ma status sołectwa.
W latach 1975–1998 miejscowość administracyjnie należała do województwa warszawskiego.
Według stanu na 2021 sołectwo liczyło 307 mieszkańców.
Przez wieś przebiega droga krajowa nr 92 (Rzepin – Poznań – Warszawa).
Na południowym krańcu miejscowości, w sąsiedztwie linii kolejowej Warszawa – Poznań, znajduje się rzymskokatolicki cmentarz, należący do parafii św. Jana Apostoła i Ewangelisty w Gołąbkach.
W Jawczycach kręcono zdjęcia do filmu „Młode wilki” (willa Czarnego).